# Корнілов Володимир Олексійович
Володи́мир Олексі́йович Корні́лов (рос. Влад́имир Алекс́еевич Корн́илов, 1 (13) лютого 1806, с. Рясня Старицького пов. Тверської губ. — 5 (17) жовтня 1854, Севастополь) — російський флотоводець, віце-адмірал, герой Кримської війни, перший організатор оборони Севастополя.

## Походження та родинні зв'язки

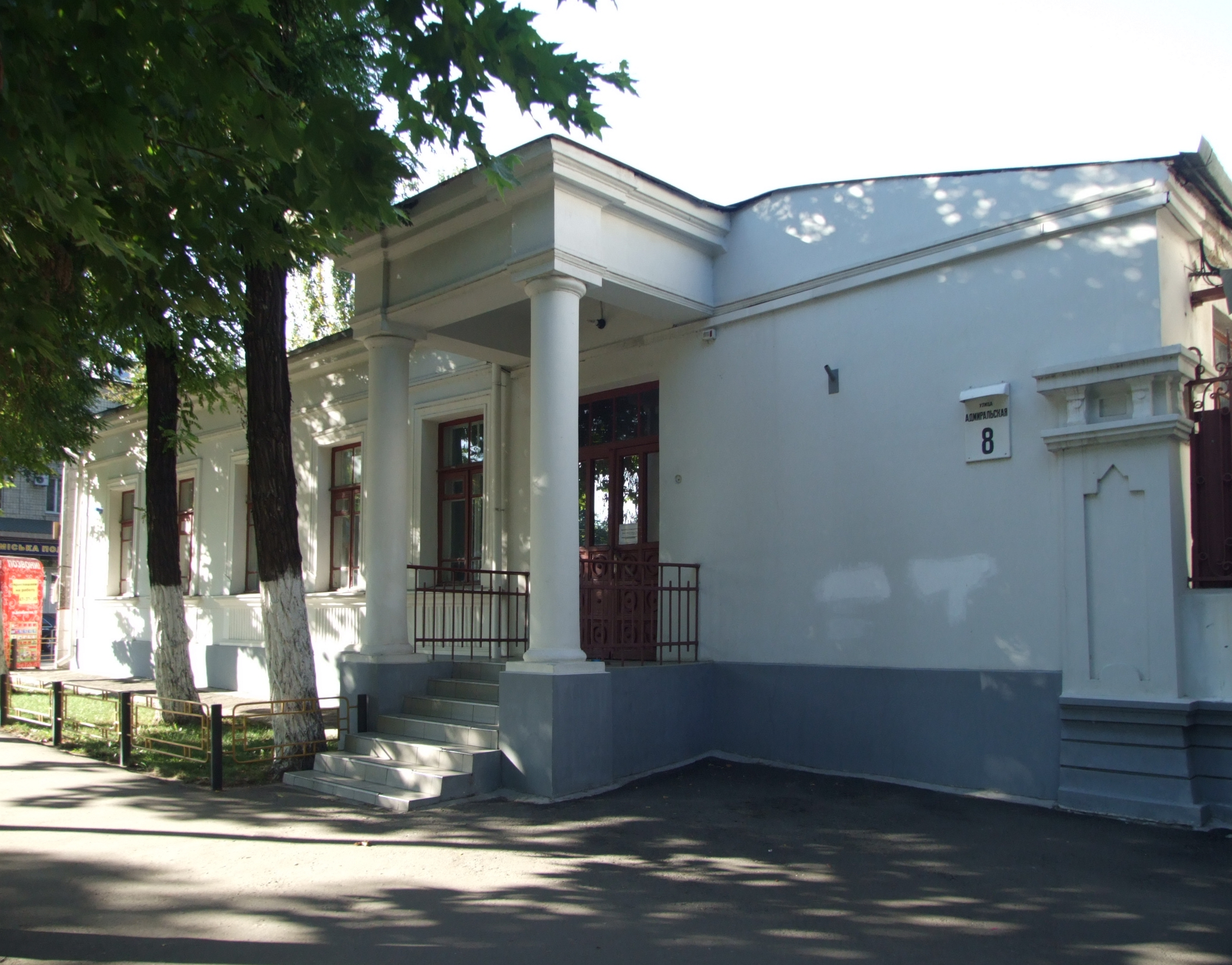
Будинок, в якому мешкав командир Чорноморського флоту адмірал В. О. Корнілов в Миколаєві

Володимир Олексійович Корнілов народився 1 (13 лютого) 1806 у с. Рясня Старицького повіту Тверської губернії в родині сенатора, таємного радника, Іркутського губернатора Олексія Михайловича Корнілова та Олександри Єфремівни Корнілової (до шлюбу Фон-дер-Фліт). Її брат, Тимофій Єфремович Фон-дер-Фліт — таємний радник, віце-губернатор Архангельської і Костромської губерний, губернатор Олонецької губернії; випускник Морського кадетського корпусу, служив на флоті. Його дочка, двоюрідна сестра В. О. Корнілова Катерина Тимофіївна Фон-дер-Фліт — дружина М. П. Лазарєва. Старший брат В. О. Корнілова, Олександр Олексійович Корнілов — однокашник О. С. Пушкіна; у 1834–1835 р.р. — Київський цивільний губернатор.
Ряд джерел називають місцем народження В. О. Корнілова с. Івановське Старицького пов. Тверської губ., яке належало його батькам. Дата його народження також не є документально підтвердженою, оскільки родинний архів Корнілових загинув у 1812 р. під час евакуації Тверського дворянського зібрання до Бежецька.

## Навчання та початок службової кар'єри
У 1818 р. був зарахований у кандидати вихованців Морського кадетського корпусу, класи якого відвідував до 1821 р., мешкаючи у батьківському домі, де вивчав англійську і французьку мови. У 1821 р. був зачислений на старший курс. У 1823 р. був випущений з корпусу в чині мічмана. Того ж року почав службу на фрегаті «Малий».
У 1824 р. був переведений на шлюп «Мирний», який 27 вересня того ж року вийшов з Кронштадту в Петропавловськ-Камчатський, але потрапив у сильний шторм у Північному морі та змушений був повернутися для ремонту.
У 1825 р. був зарахований до Гвардійського морського екіпажу, з якого того ж року був відрахований «за недостатньою для фронта бадьорістю».
У 1826 р. командир лінійного корабля «Азов» капітан I рангу М. П. Лазарєв зарахував мічмана В. О. Корнілова у свій екіпаж за рекомендацію адмірала Д. М. Сенявіна та за проханням батька Корнілова. Лазарєв почав виховання перспективного і здібного мічмана у своїй жорсткій манері. Зокрема, викинув за борт французькі романи, які молодий чоловік читав на дозвіллі, замінивши їх спеціальними книгами з власної бібліотеки.
Згодом Корнілов став одним з найвідданіших учнів Лазарєва, продовжувачем його школи.

## Наваринська битва

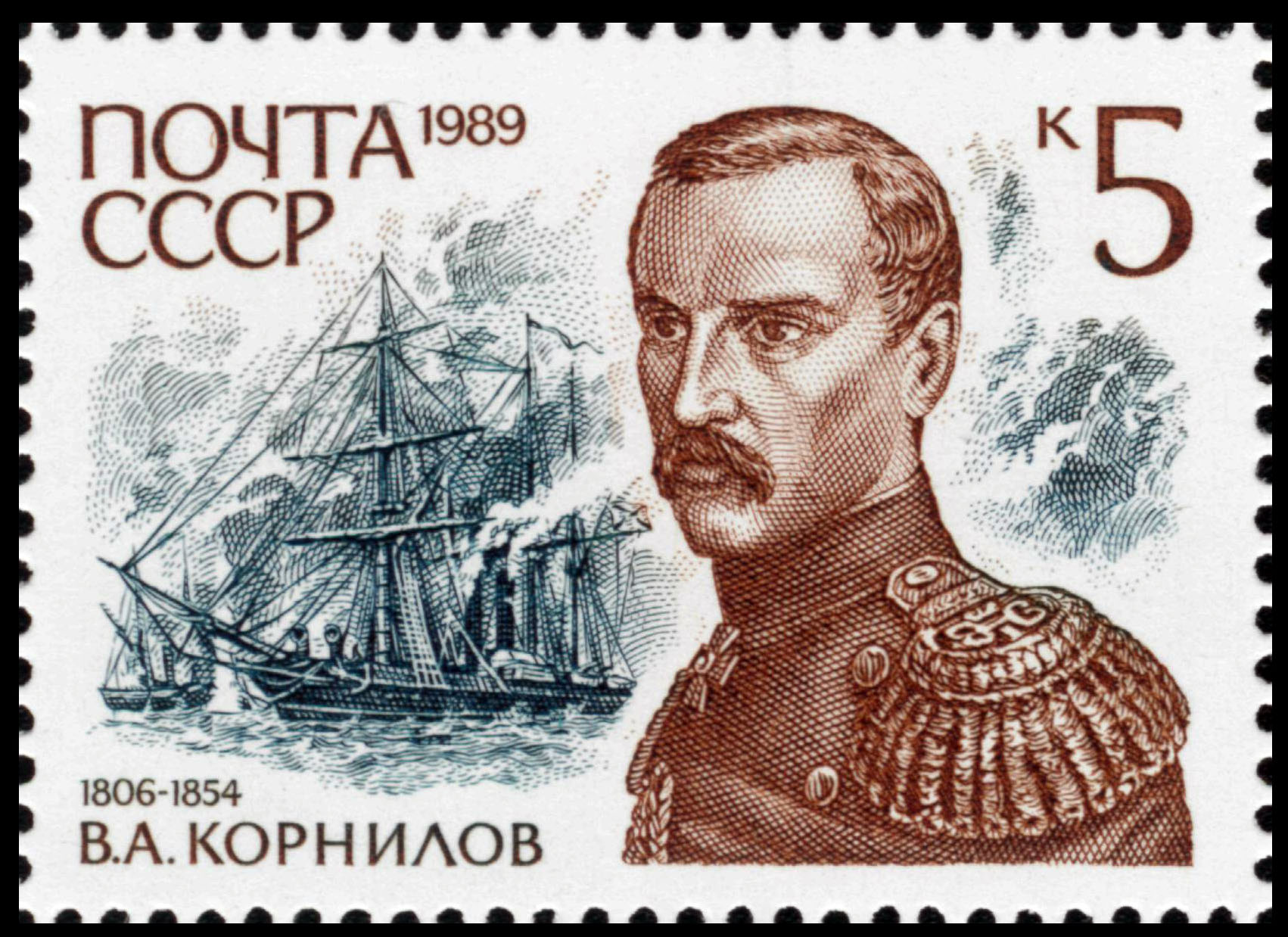
Поштова марка СРСР із зображенням В. О. Корнілова

У 1827 році за клопотанням батька Корнілова-молодшого було знову зараховано до флоту. Навіть більше того — Володимира було призначено на корабель «Азов».
Згодом «Азов» увійшов до складу об'єднаної російсько-британо-французької ескадри у Середземному морі, яка прийшла на допомогу повсталої проти Османської імперії Грецькій республіці. Корнілов був очевидцем та учасником відомої Наваринської битви 8 жовтня 1827 року. За проявлену мужність та героїзм екіпаж корабля «Азов» першим із суден російського флоту отримав кормовий Георгіївський прапор.
У 1833 році лейтенант Володимир Олексійович Корнілов за блискуче військово-географічне обстеження району Босфора був удостоєний ордена Св. Володимира 4 ступеня.
Згодом Корнілов був призначений командиром бригу «Фемістокл». За свідченнями сучасників, «Фемістокл» під командуванням Володимира Олексійовича був одним з найкращих кораблів Російської імперії.
У 1837 році Корнілов став командиром «Ореста», а потім — корабля «Дванадцять апостолів».
У 1838 р. командир Чорноморського флоту Лазарєв призначив Володимира Корнілова на пост начальника штабу.
Вже через два роки Корнілов отримав чин капітана 1-го рангу. Згодом він бере участь у Кавказькій війні.
У 1846 р. Володимира Корнілова було направлено у відрядження до Великої Британії тодішньої Британської Імперії. Його завданням було вести спостереження за будівництвом британських морських кораблів і надавати інформацію Російській імперії про нові досягнення Британського флоту.
У 1848 р. В.Корнілов, повернувшись із відрядження на Батьківщину, отримав чин контр-адмірала. Та вже через рік повернувся на посаду начальника штабу Чорноморського флоту. У 1851 році Корнілов був наближений до найближчого оточення його імператорської величності з правом доповіді перед самим імператором Миколою І.

Погруддя перед Музеєм історії суднобудування та флоту. Миколаїв

Після смерті покровителя Володимира Олексійовича Корнілова Михайла Лазарєва посаду головного командира Чорноморського флоту отримав віце-адмірал Моріс Борисович Берх, хоча Корнілов також на неї претендував. Хоча фактично Володимир Олексійович керував Чорноморськоим флотом.
Корнілов чудово знав, що війна з Османською імперією неминуча, тому намагався встигнути підготувати до майбутніх баталій флот, кораблі, збудувати укріплення.
20 жовтня 1853 року розпочалася війна Російської імперії з Османською. Згодом цю війну називатимуть Кримською.

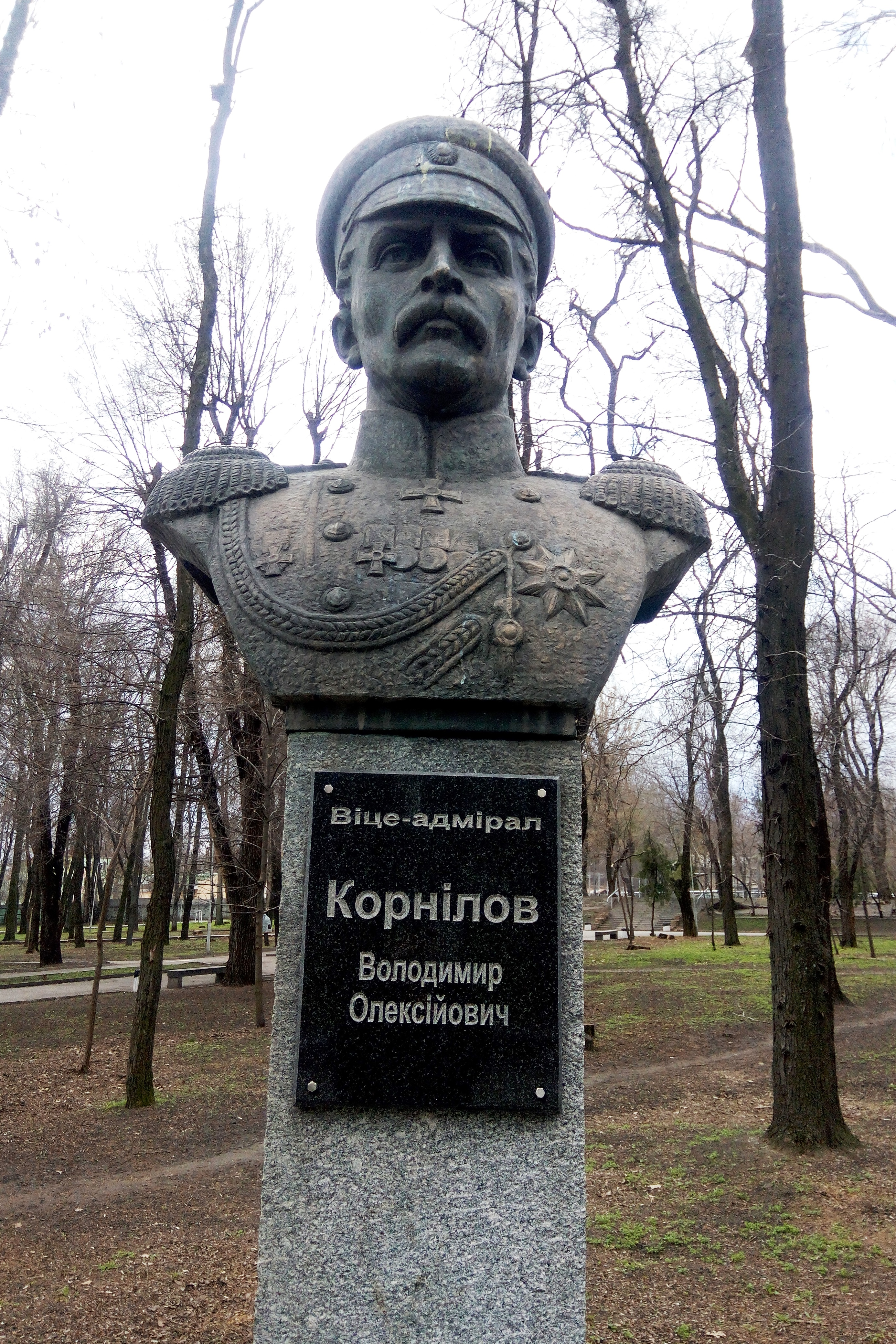
Погруддя В. А. Корнілову на алеї Севастопольського парку в Дніпрі

18 листопада того ж року Корнілова на чолі загону пароходофрегатів було відправлено на допомогу адміралу Нахімову. Проте допомога вже не знадобилася. До прибуття підкріплення Нахімов розгромив османський флот у Синопській битві.
Невдовзі до війни Російської імперії з Османською імперією приєдналися Велика Британія та Франція. Вони утворили франко-британо-османську коаліцію, яка була направлена проти сил Російської імперії. Британські та французькі частини висадилися на березі Криму. Вони знали, що Севастополь добре укріплений з моря, проте погано захищений на суші.
Корнілов взяв оборону Севастополя на себе. Також напередодні облоги Севастополя він наказав провести хресний хід і лише після нього повів солдатів у наступ.
Разом з видатним інженером Тотлебеном Корнілов проектує укріплення і безпосередньо бере участь у битвах. Володимир Корнілов першим використовує такі воєнні методи як мінна війна, безперервні вилазки оборонців міста, взаємодія морської та берегової артилерії.
Загинув Володимир Олексійович Корнілов 17 жовтня 1854 року під час об'їзду оборонної лінії. Його було смертельно поранено у голову. Останні його слова були: «Захищайте ж Севастополь» (рос. «Отстаивайте же Севастополь»).